# عمليات التحقق من الحساب
التحقق من الحساب أو «تأكيد الحساب» هي عمليات تحقق متخصصة ومبرمجة للتأكد من أن حساباً جديداً أو حساب موجود حالياً يملكه ويشغله فرد أو مؤسسة حقيقية محددة وغير شخص أو مؤسسة وهمية أو آلية. يقدم عدد من مواقع الويب، مثل مواقع التواصل الاجتماعي، خدمات التحقق من الحساب، وغالباً ما يتم تمييز الحسابات التي تم التحقق منها بصرياً بواسطة أيقونات أو علامات تحديد علامات الاختيار بجوار أسماء الأفراد أو المنظمات.
عمليات التحقق من الحساب يمكن أن تعزز نوعية الخدمات عبر الإنترنت، وقد تلعب دوراً هاماً وأساسياً للتخفيف من عدة عوامل وأخطار حقيقية عبر الإنترنت مثل: sockpuppetry ، السير، التصيد، البريد المزعج، التخريب، أخبار وهمية، التضليل وتدخل الانتخابات.

## نبذة تاريخية
كانت عمليات التحقق من الحسابات في بداية الأمر ميزة للشخصيات العامة وحسابات المصلحة العامة، والأفراد في عدة قطاعات مشهورة ومهمة مثل «الموسيقى، والتمثيل، والأزياء، والحكومة، والسياسة، والدين، والصحافة، والإعلام، والرياضة، والأعمال التجارية وغيرها من مجالات الاهتمام الرئيسية». تم تقديم ميزة التحقق من الحسابات بواسطة موقع Twitter في شهر يونيو بعام 2009،  ثم Google+ في عام 2011،  Facebook في عام 2012،  Instagram في عام 2014،  و Pinterest في عام 2015. وفي YouTube ، يمكنك أيضاً تقديم طلب للحصول على شارة تحقق بمجرد حصولك على 100000 مشترك أو أكثر. كما أن يوتيوب لديها شارة «فنان رسمي» خصيصاً للأفراد والمستخدمين الموسيقيين أوالفرق الموسيقية.
في شهر يوليو من عام 2016، أعلن Twitter أنه، بالإضافة إلى الشخصيات العامة، سيتمكن أي فرد من التقدم بطلب للتحقق من الحساب. تم تعليق هذا الإجراء مؤقتاً في شهر فبراير بعام 2018، وذلك بعد رد فعل عنيف على التحقق من أحد منظمي مظاهرة "توحيد اليمين" اليمينية المتطرفة بسبب تصور أن التحقق يحمل "مصداقية" أو "أهمية". في شهر مارس من عام 2018، وخلال بث مباشر على بيريسكوب، ناقش جاك دورسي، الشريك المؤسس والرئيس التنفيذي لشركة Twitter ، فكرة السماح لأي فرد بالحصول على حساب تم التحقق منه. بدأ Instagram السماح للمستخدمين بطلب التحقق في شهر أغسطس من عام 2018.
وفي شهر أبريل لعام 2018، أعلن مارك زوكربيرج ، المؤسس المشارك والرئيس التنفيذي لشركة Facebook ، أنه سيتعين على المشترين للإعلانات السياسية أو التي تستند إلى الإصدارات التحقق من هوياتهم ومواقعهم وذلك عبر الخضوع تحت عمليات التحقق الرسمية للحسابات.
وأشار أيضاً إلى أن موقع Facebook سيطلب من الأفراد الذين يديرون الصفحات الكبيرة التحقق من الصفحات والحسابات التي يديرونها أيضاً. في شهر أيار (مايو) من عام 2018، أعلن كنت ووكر، «نائب الرئيس الأول» لشركة Google ، أنه في الولايات المتحدة، سيتعين على مشتري الإعلانات ذات النزعة السياسية التحقق من هوياتهم.

## طُرق وتقنيات

### خدمات التحقق من الهوية
خدمات التحقق من الهوية هي حلول تابعة لجهة خارجية والتي يمكن استخدامها للتأكد من أن الشخص يقدم معلومات مرتبطة بهوية الشخص الحقيقي. قد تتحقق هذه الخدمات من صحة وثائق الهوية مثل تراخيص السائقين أو جوازات السفر، أو ما يسمى التحقق من الوثائق، أو قد تتحقق من معلومات الهوية مقابل مصادر موثوقة مثل مكاتب الائتمان أو البيانات الحكومية، والتي تسمى التحقق غير الوثائقي.

### التحقق من وثائق الهوية
يعد تحميل وثائق الهوية الممسوحة ضوئياً ممارسة مستخدمة ورائجة، على سبيل المثال في Facebook . وفقًا لموقع Facebook ، هناك سببان لطلب من شخص إرسال مسح ضوئي أو صورة لمعرف إلى Facebook : لإظهار ملكية الحساب وتأكيد اسمه.
في شهر كانون الثاني (يناير) من عام 2018، اشترت Facebook شركة (Cofirm)،  وهي شركة ناشئة متخصصة تعمل على تطوير التقنيات للتحقق من صحة وثائق الهوية.

### التحقق السلوكي
التحقق السلوكي هو الاكتشاف والتحليل الآلي المدعوم بالحاسب للسلوكيات وأنماط السلوك وذلك لاغراض التحقق من الحسابات. وتشمل السلوكيات للكشف عن تلك المعايير مثل: sockpuppets ، السير، السيبورج، المتصيدون، الاطر، المخربين، ومصادر ومروجي وهمية الأخبار، التضليل وتدخل الانتخابات. يمكن لعمليات التحقق من السلوك أن تميز الحسابات على أنها مشبوهة، أو تستبعد الحسابات من الاشتباه، أو تقدم أدلة مساندة لعمليات التحقق من الحساب.

### التحقق من الحسابات المصرفية
من المعروف أن التحقق من الهويات هو أمر مطلوب وأساسي لإنشاء حسابات مصرفية وحسابات مالية أخرى في العديد من الولايات القضائية. غالباً ما يكون التحقق من الهوية في القطاع المالي مطلوباً بموجب لوائح مثل اعرف عميلك أو برنامج تعريف العميل. وفقاً لذلك، يمكن استخدام الحسابات المصرفية كدليل مؤيد عند إجراء التحقق من الحساب.
يمكن تقديم معلومات الحساب المصرفي عند إنشاء حساب أو التحقق منه أو عند إجراء عملية شراء.

### التحقق من العنوان البريدي
يمكن توفير معلومات العنوان البريدي عند إنشاء حساب أو التحقق منه أو عند إجراء عملية شراء ثم شحنها. يمكن إرسال ارتباط تشعبي أو رمز إلى المستخدم عن طريق البريد، والمستلمين الذين يدخلونه على موقع ويب للتحقق من عنوانهم البريدي.

### التحقق من رقم الهاتف
يمكن توفير رقم هاتف عند إنشاء حساب أو التحقق منه أو إضافته إلى حساب للحصول على مجموعة من الميزات. أثناء عملية التحقق من رقم الهاتف، يتم إرسال رمز التأكيد إلى رقم الهاتف المحدد من قبل المستخدم، على سبيل المثال في رسالة SMS المرسلة إلى الهاتف المحمول. بما أن المستخدم يتلقى الرمز المرسل، فيمكنه إدخاله على موقع الويب لتأكيد استلامه.

### التحقق بواسطة البريد الإلكتروني
غالباً ما يكون حساب البريد الإلكتروني مطلوباً لإنشاء حساب. أثناء هذه العملية، يتم إرسال ارتباط تشعبي لعمليات التحقق في رسالة بريد إلكتروني إلى عنوان بريد إلكتروني يحدده شخص ما. يتم توجيه مستلم البريد الإلكتروني في رسالة البريد الإلكتروني للانتقال إلى الرابط التشعبي للتأكيد المقدم إذا كان الشخص الذي ينشئ حساباً. تؤكد عملية الانتقال إلى الارتباط التشعبي استلام الشخص للبريد الإلكتروني ويعتبر في هذه المرحلة بأن ذلك الشخص قد تم التحقق من هويته.
تعتمد القيمة المضافة لحساب البريد الإلكتروني لأغراض التحقق من الحساب على عملية التحقق من الحساب التي أجراها مزود خدمة البريد الإلكتروني المحدد.

### عمليات التحقق ذات العوامل العدة
التحقق من الحساب متعدد العوامل هو التحقق من الحساب الذي يستخدم في وقت واحد عدداً وعوامل عدة من التقنيات.

### تحقق متعدد الأطراف
عمليات التحقق من الحسابات المستخدمة من قبل مقدمي خدمات متعددة يمكن أن تدعم بعضها البعض. يشتمل OpenID Connect على بروتوكول معلومات مستخدم يمكن استخدامه لربط حسابات متعددة، مما يدعم معلومات المستخدم.

## عمليات التحقق من الحساب ذات العوامل الجيدة
في بعض الخدمات، يعد التحقق من الحساب مرادفاً وموقعاً للمكانة الجيدة.
يحتفظ Twitter بالحق في إزالة التحقق من الحساب من حسابات المستخدمين في أي وقت دون إشعار. قد تعكس أسباب الإزالة سلوكيات داخل Twitter أو خارجها، وتشمل: تشجيع الكراهية و / أو العنف ضد الآخرين، أو مهاجمتهم أو تهديدهم مباشرة على أساس العرق أو اللون أو الأصل القومي أو الميل الجنسي أو الجنس أو الهوية الجنسية، الانتماء الديني أو العمر أو الإعاقة أو المرض؛ دعم المنظمات أو الأفراد الذين يروجون لما سبق؛ التحريض أو الانخراط في مضايقة الآخرين؛ العنف والسلوك الخطير؛ تهديد مباشر أو غير مباشر أو تشجيع أي شكل من أشكال العنف الجسدي ضد فرد أو أي مجموعة من الناس، بما في ذلك التهديد أو الترويج للإرهاب؛ صور عنيفة أو بشعة أو مروعة أو مزعجة؛ إيذاء الذات والانتحار. والمشاركة في نشاط آخر على Twitter ينتهك قواعد Twitter.

## إنظر أيضاً
- الهوية الموحدة